# Снежеть (река)
Сне́жеть (м.р.) (разг. Сне́жка) — река в Брянской области России, левый приток Десны. Название происходит от белопесчаных, словно заснеженных, берегов этой реки. Длина реки около 80 километров. Площадь бассейна около 1500 км².

## Описание
Берёт своё начало в селе Дронова Карачевского района, протекает преимущественно в западном направлении по территории Карачевского, Брянского районов и города Брянска.
Основные притоки — Сквира, Мылинка, Велемья, Сельня, Пробыть, Шелахянка (левые); Песочня, Вереща, Понемель, Велья (правые). Левый берег, как правило, возвышенный; правый — пологий.
Ширина русла — 10-15 метров. Преобладающая глубина — 1,0-2,0 метров. Скорость течения 0,3-0,5 м/с.
На реке расположены Карачев, Белые Берега, Большое Полпино, а также старинный монастырь «Белобережская пустынь». В Белых Берегах на реке устроено водохранилище площадью 1270 га и расположена Брянская ГРЭС. Также на реке устроены плотины в районе деревни Красная, а также на границе города Карачева и деревни Бережок. Река впадает в приток Днепра Десну в черте города Брянска, где является местом пляжного и активного отдыха горожан.
До революции 1917 года, как минимум, была судоходной от города Брянска вверх по течению до города Карачев.

## Ихтиофауна
В реке водится обычная для этих мест рыба: окунь, голавль, плотва, щука, линь, лещ. Также часто встречаются Жерех, Язь, Елец, Пескарь, Густера. Очень редко Сырть (рыбец). В низовьях реки иногда сом. В районе лесных меандр в окрестностях мемориала «Партизанская поляна» водятся речные миноги.